# Idiocerus sauricus
Idiocerus sauricus är en insektsart som beskrevs av Mitjaev 1990. Idiocerus sauricus ingår i släktet Idiocerus och familjen dvärgstritar. Inga underarter finns listade i Catalogue of Life.